# Viktória Hrunčáková
Viktória Kužmová, coniugata Hrunčáková (Košice, 11 maggio 1998), è una tennista slovacca.

## Carriera
Vincitrice di 17 titoli nel singolare e 9 nel doppio nel circuito ITF e di un titolo WTA in doppio. Il 4 marzo 2019 ha raggiunto la sua migliore posizione nel singolare WTA piazzandosi 43ª. L'8 marzo 2021 ha raggiunto il miglior piazzamento mondiale nel doppio alla posizione n°27.

## Statistiche WTA

### Doppio

#### Vittorie (5)
| Legenda               | Legenda      |
| --------------------- | ------------ |
| Grande Slam (0)       |              |
| Ori Olimpici (0)      |              |
| WTA Finals (0)        |              |
| WTA Elite Trophy (0)  |              |
| Dal 2009 al 2020      | Dal 2021     |
| Premier Mandatory (0) | WTA 1000 (0) |
| Premier 5 (0)         | WTA 1000 (0) |
| Premier (0)           | WTA 500 (0)  |
| International (2)     | WTA 250 (3)  |

| N. | Data             | Torneo                                  | Superficie  | Compagna          | Avversarie in finale                   | Punteggio           |
| 1. | 3 maggio 2019    | J&T Banka Prague Open, Praga            | Terra rossa | Anna Kalinskaja   | Nicole Melichar Květa Peschke          | 4-6, 7-5, [10-7]    |
| 2. | 21 luglio 2019   | BRD Bucarest Open, Bucarest             | Terra rossa | Kristýna Plíšková | Jaqueline Cristian Elena-Gabriela Ruse | 6-4, 7-6(3)         |
| 3. | 7 marzo 2021     | Open 6ème Sens Métropole de Lyon, Lione | Cemento (i) | Arantxa Rus       | Eugenie Bouchard Olga Danilović        | 3-6, 7-5, [10-7]    |
| 4. | 12 febbraio 2023 | Upper Austria Ladies Linz, Linz         | Cemento (i) | Natela Dzalamidze | Anna-Lena Friedsam Nadežda Kičenok     | 4-6, 7-5, [12-10]   |
| 5. | 7 gennaio 2024   | ASB Classic, Auckland                   | Cemento     | Anna Danilina     | Marie Bouzková Bethanie Mattek-Sands   | 6-3, 6(5)-7, [10-8] |

#### Sconfitte (4)
| Legenda               | Legenda      |
| --------------------- | ------------ |
| Grande Slam (0)       |              |
| Argenti Olimpici (0)  |              |
| WTA Finals (0)        |              |
| WTA Elite Trophy (0)  |              |
| Dal 2009 al 2020      | Dal 2021     |
| Premier Mandatory (0) | WTA 1000 (0) |
| Premier 5 (0)         | WTA 1000 (0) |
| Premier (1)           | WTA 500 (1)  |
| International (0)     | WTA 250 (2)  |

| N. | Data            | Torneo                                        | Superficie  | Compagna          | Avversarie in finale                   | Punteggio   |
| 1. | 3 febbraio 2019 | St. Petersburg Ladies Trophy, San Pietroburgo | Cemento (i) | Anna Kalinskaja   | Margarita Gasparjan Ekaterina Makarova | 5-7, 5-7    |
| 2. | 6 febbraio 2021 | Yarra Valley Classic, Melbourne               | Cemento     | Anna Kalinskaja   | Shūko Aoyama Ena Shibahara             | 3-6, 4-6    |
| 3. | 18 luglio 2021  | Livesport Prague Open, Praga                  | Cemento     | Nina Stojanović   | Marie Bouzková Lucie Hradecká          | 6(3)-7, 4-6 |
| 4. | 17 giugno 2023  | Libéma Open, 's-Hertogenbosch                 | Erba        | Tereza Mihalíková | Shūko Aoyama Ena Shibahara             | 3-6, 3-6    |

## Statistiche ITF

### Singolare

#### Vittorie (17)
| Torneo $100.000 (2) |
| Torneo $80.000 (0)  |
| Torneo $75.000 (0)  |
| Torneo $60.000 (1)  |
| Torneo $50.000 (0)  |
| Torneo $40.000 (1)  |
| Torneo $25.000 (5)  |
| Torneo $15.000 (0)  |
| Torneo $10.000 (8)  |

| N.  | Data              | Torneo                                                | Superficie  | Avversaria in finale       | Score         |
| 1.  | 19 ottobre 2014   | Heraklion Hellenic Zeus Circuit, Heraklion            | Cemento     | Barbara Haas               | 6-4, 6-3      |
| 2.  | 12 aprile 2015    | Heraklion Hellenic Zeus Circuit, Heraklion            | Cemento     | Valentini Grammatikopoulou | 6-3, 6-4      |
| 3.  | 10 maggio 2015    | Tennis Organisation, Adalia                           | Cemento     | Al'ona Sotnykova           | 6-3, 7-6(5)   |
| 4.  | 27 settembre 2015 | Jolie Ville Golf Women's, Sharm el-Sheikh             | Cemento     | Freya Christie             | 7-6(4), 7-5   |
| 5.  | 5 ottobre 2015    | Jolie Ville Golf Women's, Sharm el-Sheikh             | Cemento     | Jiaxi Lu                   | 6-2, 6-1      |
| 6.  | 6 marzo 2016      | Jolie Ville Golf Women's, Sharm el-Sheikh             | Cemento     | Varvara Flink              | 4-6, 6-2, 6-1 |
| 7.  | 2 luglio 2016     | Vrnjacka Banja Open, Banka Luka                       | Terra rossa | Manca Pislak               | 6-0, 6-1      |
| 8.  | 10 luglio 2016    | Nis Open, Niš                                         | Terra rossa | Mira Antonitsch            | 6-1, 6-2      |
| 9.  | 18 settembre 2016 | Lubbock Pro Women's Open, Lubbock                     | Cemento     | Freya Christie             | 6-0, 7-5      |
| 10. | 12 marzo 2017     | Mildura Grand Tennis International, Mildura           | Erba        | Katie Boulter              | 6-2, 6-4      |
| 11. | 22 luglio 2017    | Internazionali di Imola, Imola                        | Sintetico   | Stefania Rubini            | 6-3, 6-3      |
| 12. | 18 marzo 2018     | Pingshan Open, Shenzhen                               | Cemento     | Anna Kalinskaja            | 7-5, 6-3      |
| 13. | 20 maggio 2018    | Empire Trnava Cup, Trnava                             | Terra rossa | Verónica Cepede Royg       | 6-4, 1-6, 6-1 |
| 14. | 15 luglio 2018    | Hungarian Pro Circuit Ladies Open, Budapest           | Terra rossa | Ekaterina Aleksandrova     | 6-3, 4-6, 6-1 |
| 15. | 17 marzo 2024     | Terranova Cup, Solarino                               | Sintetico   | Robin Anderson             | 6-2, 6-3      |
| 16. | 31 marzo 2024     | BTC Murska Sobota Open, Murska Sobota                 | Cemento (i) | Valerija Savinych          | 6-0, 6-3      |
| 17. | 14 luglio 2024    | Torneo Internacional Ciudad de Don Benito, Don Benito | Sintetico   | Natalija Stevanović        | 6-2, 3-6, 6-4 |

#### Sconfitte (15)
| Torneo $100.000 (1) |
| Torneo $80.000 (0)  |
| Torneo $75.000 (0)  |
| Torneo $60.000 (1)  |
| Torneo $50.000 (0)  |
| Torneo $40.000 (2)  |
| Torneo $25.000 (9)  |
| Torneo $15.000 (0)  |
| Torneo $10.000 (2)  |

| N.  | Data             | Torneo                                                     | Superficie  | Avversaria in finale | Score            |
| 1.  | 7 febbraio 2016  | Tennis Organisation, Adalia                                | Terra rossa | Anne Schäfer         | 6-2, 2-6, 0-6    |
| 2.  | 10 aprile 2016   | Tennis Organisation, Adalia                                | Cemento     | Viktorija Tomova     | 6(5)-7, 2-6      |
| 3.  | 1º ottobre 2016  | Brisbane QTC International, Brisbane                       | Cemento     | Lizette Cabrera      | 2-6, 4-6         |
| 4.  | 15 ottobre 2016  | Cairns Tennis International, Cairns                        | Cemento     | Olivia Rogowska      | 1-6, 5-7         |
| 5.  | 26 febbraio 2017 | Perth Tennis International, Perth                          | Cemento     | Destanee Aiava       | 1-6, 1-6         |
| 6.  | 9 aprile 2017    | Koza Wos Cup, Istanbul                                     | Cemento     | Viktorija Tomova     | 4-6, 6-4, 2-6    |
| 7.  | 12 agosto 2017   | AEGON Pro Series Chiswick, Chiswick                        | Cemento     | Vitalija D'jačenko   | 3-6, 4-6         |
| 8.  | 15 dicembre 2018 | Al Habtoor Tennis Challenge, Dubai                         | Cemento     | Peng Shuai           | 3-6, 0-6         |
| 9.  | 11 giugno 2022   | Carinthian Ladies Lake's Trophy, Pörtschach am Wörther See | Terra rossa | Laura Siegemund      | 2-6, 2-6         |
| 10. | 26 novembre 2022 | Raiffeisen ITF Val Gardena Südtirol, Ortisei               | Cemento (i) | Ana Konjuh           | 6-3, 5-7, 6(2)-7 |
| 11. | 22 gennaio 2023  | PAF Open, Tallinn                                          | Cemento (i) | Zeynep Sönmez        | 6(5)-7, 6-3, 3-6 |
| 12. | 16 febbraio 2025 | Lexus British Pro Series Birmingham, Birmingham            | Cemento (i) | Clervie Ngounoue     | 6-4, 2-6, 3-6    |
| 13. | 16 marzo 2025    | GlobalPharma Cup, Solarino                                 | Sintetico   | Joanna Garland       | 6(4)-7, 2-6      |
| 14. | 20 aprile 2025   | Sharm ElSheikh Women's Future, Sharm el-Sheikh             | Cemento     | Polina Iatcenko      | 2-6, 2-6         |
| 15. | 13 luglio 2025   | Torneo Internacional Ciudad de Don Benito, Don Benito      | Sintetico   | Katie Swan           | 6(5)-7, 1-6      |

### Doppio

#### Vittorie (9)
| Torneo $100.000 (1) |
| Torneo $80.000 (0)  |
| Torneo $75.000 (0)  |
| Torneo $60.000 (2)  |
| Torneo $50.000 (0)  |
| Torneo $40.000 (1)  |
| Torneo $25.000 (3)  |
| Torneo $15.000 (0)  |
| Torneo $10.000 (2)  |

| N. | Data              | Torneo                                                        | Superficie  | Compagna            | Avversarie in finale                  | Score                  |
| 1. | 12 ottobre 2015   | Heraklion Hellenic Zeus Circuit, Heraklion                    | Cemento     | Raluca Șerban       | Steffi Distelmans Kelly Versteeg      | 6-2, 6-0               |
| 2. | 26 gennaio 2016   | Tennis Organisation, Adalia                                   | Cemento     | Petra Uberalová     | Lina Ǵorčeska Ioana Loredana Rosca    | 7-6(3), 6(8)-7, [10-5] |
| 3. | 3 ottobre 2016    | Hutchinson Builders Toowoomba Tennis International, Toowoomba | Cemento     | Dalma Gálfi         | Gabriela Cé Tereza Mihalíková         | 6-4, 7-6(4)            |
| 4. | 16 settembre 2017 | Batumi Ladies Open, Batumi                                    | Cemento     | Ysaline Bonaventure | Tatia Mikadze Sofia Šapatava          | 6-1, 6-3               |
| 5. | 17 marzo 2018     | Pingshan Open, Shenzhen                                       | Cemento     | Anna Kalinskaja     | Danka Kovinić Wang Xinyu              | 6-4, 1-6, [10-7]       |
| 6. | 31 marzo 2018     | Open GDF Suez Seine-et-Marne, Croissy-Beaubourg               | Cemento (i) | Anna Kalinskaja     | Petra Krejsová Jesika Malečková       | 7-6(5), 6-1            |
| 7. | 27 novembre 2021  | Al Habtoor Tennis Challenge, Dubai                            | Cemento     | Anna Danilina       | Angelina Gabueva Anastasija Zacharova | 4-6, 6-3, [10-2]       |
| 8. | 26 aprile 2024    | Lopota Tennis Open, Lopota                                    | Cemento     | Tereza Valentová    | Nagi Hanatani Urszula Radwańska       | 6-2, 6-1               |
| 9. | 15 marzo 2025     | GlobalPharma Cup, Solarino                                    | Sintetico   | Katarína Kužmová    | Sofia Costoulas Katharina Hobgarski   | 6(4)-7, 6-4, [10-5]    |

#### Sconfitte (5)
| Torneo $100.000 (0) |
| Torneo $80.000 (0)  |
| Torneo $75.000 (0)  |
| Torneo $60.000 (1)  |
| Torneo $50.000 (0)  |
| Torneo $40.000 (1)  |
| Torneo $25.000 (1)  |
| Torneo $15.000 (0)  |
| Torneo $10.000 (2)  |

| N. | Data             | Torneo                                          | Superficie  | Compagna           | Avversarie in finale                            | Score               |
| 1. | 23 marzo 2015    | Heraklion Hellenic Zeus Circuit, Heraklion      | Cemento     | Petra Rohanová     | Valentini Grammatikopoulou Anastasija Komardina | 5-7, 2-6            |
| 2. | 27 giugno 2016   | Vrnjacka Banja Open, Banka Luka                 | Terra rossa | Julija Stamatova   | Barbara Kötelesová Manca Pislak                 | 7-6(5), 4-6, [5-10] |
| 3. | 15 agosto 2016   | Pepas Womens Cup, Slovenská Ľupča               | Cemento     | Barbara Kötelesová | Petra Krejsová Chantal Škamlová                 | 2-6, 1-6            |
| 4. | 19 novembre 2022 | Slovak Open, Bratislava                         | Cemento (i) | Katarína Kužmová   | Jesika Malečková Renata Voráčová                | 6-2, 5-7, [11-13]   |
| 5. | 15 febbraio 2025 | Lexus British Pro Series Birmingham, Birmingham | Cemento (i) | Alicja Rosolska    | Francisca Jorge Matilde Jorge                   | 2-6, 6-4, [5-10]    |

## Billie Jean King Cup

### Sconfitte (1)
| N. | Data             | Torneo                       | Superficie  | Compagne                                                                       | Avversarie in finale                                                                | Punteggio |
| 1. | 20 novembre 2024 | Billie Jean King Cup, Malaga | Cemento (i) | Renáta Jamrichová Tereza Mihalíková Anna Karolína Schmiedlová Rebecca Šramková | Lucia Bronzetti Elisabetta Cocciaretto Sara Errani Jasmine Paolini Martina Trevisan | 0-2       |

## Grand Slam Junior

### Singolare

#### Sconfitte (1)
| Tornei del Grande Slam  |
| ----------------------- |
| Australian Open (0)     |
| Open di Francia (0)     |
| Torneo di Wimbledon (0) |
| US Open (1)             |

| N. | Data              | Torneo            | Superficie | Avversario in finale | Punteggio |
| 1. | 10 settembre 2016 | US Open, New York | Cemento    | Kayla Day            | 3-6, 2-6  |

### Doppio

#### Vittorie (1)
| Tornei del Grande Slam  |
| ----------------------- |
| Australian Open (0)     |
| Open di Francia (0)     |
| Torneo di Wimbledon (0) |
| US Open (1)             |

| N. | Data              | Torneo            | Superficie | Compagna             | Avversarie in finale                | Punteggio |
| 1. | 12 settembre 2015 | US Open, New York | Cemento    | Aleskandra Pospelova | Anna Kalinskaja Anastasija Potapova | 7-5, 6-2  |

## Vittorie contro giocatrici Top 10
| Stagione | 2019 | Totale |
| Vittorie | 2    | 2      |

| #    | Giocatrice       | Ranking | Evento                            | Superficie  | Turno | Punteggio        | Rank. VKR |
| ---- | ---------------- | ------- | --------------------------------- | ----------- | ----- | ---------------- | --------- |
| 2019 |                  |         |                                   |             |       |                  |           |
| 1.   | Kiki Bertens     | 8       | Dubai Tennis Championships, Dubai | Cemento     | 2T    | 6-2, 4-6, 7–6(6) | 46        |
| 2.   | Kiki Bertens (2) | 4       | Open di Francia, Parigi           | Terra rossa | 2T    | 3-1 rit.         | 46        |